# پیوره
پیوره (pyorrhea) یا پریودنتیت یا پیرادندان‌آماس (Periodontitis) یا بیماری بافت‌های اطراف دندان، این بیماری عفونتی است در ناحیه لثه‌ها و سایر نسوج نگه‌دارنده دندان. از پای دندان‌ها خونابه می‌آید و دهان بد بو و عفونی می‌شود.
شیوع پیوره که نوع جدی‌تری از بیماری لثه است با افزایش سن بیشتر می‌شود. نزدیک به ۵۰ درصد بالغین بالای ۴۵ سال به نوعی به این بیماری مبتلا هستند.
در تعریف علمی، پیوره  التهاب بافت‌های پیرادندانی است که منجر به ویرانش رباط‌های پیرادندانی  و استخوان آرکی در ناحیه مبتلا، می‌شود.
پیوره پیشرفته می‌تواند به لق شدن و حتی افتادن دندان‌ها منجر شود. مهم‌ترین علامت پیوره، ورم لثه‌هاست که باعث می‌شود لثه‌ها به راحتی دچار خون‌ریزی شوند؛ به ویژه موقع مسواک زدن یا کشیدن نخ دندان. سایر علایم و نشانه‌های آن نیز عبارتند از: بوی تعفن دهان، نرم و حساس شدن لثه‌ها، تجمع چرک در خط لثه (جایی که لثه همچون گریبانی دندان را دربرمی‌گیرد)، چین و چروک خوردن لثه در فاصله‌ای دورتر از دندان، لق شدن دندان و تغییراتی در نحوه استقرار دندان.
علت پیوره مانند پوسیدگی دندان، پلاک‌های دندانی است. وقتی پلاک در خط لثه تجمع پیدا می‌کند باعث تحریک لثه و حساس شدن آن می‌شود که گاهی خون‌ریزی هم پیدا می‌کند. به این حالت ژنژیویت یا التهاب لثه می‌گویند.
اگر این پلاک‌ها را هر روز با مسواک یا نخ دندان پاک نکنید به مرور سفت‌تر شده و ماده‌ای غیرقابل برداشت به نام جرم (رسوب دندانی) ایجاد می‌کند. در صورتی که پلاک و جرم به زیر خط لثه گسترش پیدا کند، بیماری مزمن خواهد شد. با تحریک مزمن باکتریایی، نسج لثه به تدریج از دندان‌ها جدا می‌شود و حفره‌هایی ایجاد می‌شود که در آنجا چرک تجمع پیدا می‌کند.
با گسترش پلاک و جرم و تداوم تحریک بافت لثه، فرایند تحلیل استخوان اطراف دندان ها شروع میشود. به این حالت پریودونتیت یا پیوره می‌گویند. در نهایت، چرک موجود بافت و استخوان نگه‌دارنده دندان را تخریب می‌کند. در صورت عدم درمان پیوره بیماری تا لق شدن و افتادن دندان ادامه می‌یابد.

## درمان
پیشگیری و کنترل شامل رعایت بهداشت دهان و دندان و جرم‌گیری حرفه‌ای منظم توسط دندانپزشک می‌شود. رعایت بهداشت دهان مانند مسواک زدن روزانه و استفاده از نخ دندان توصیه می‌شود.
در برخی موارد، ممکن است آنتی‌بیوتیک‌ها یا جراحی دندان تجویز شود. مطالعات بالینی نشان می‌دهند که ترک سیگار و تغییرات رژیم غذایی سلامت لثه را بهبود می‌بخشند. عادت کشیدن سیگار و مصرف الکل هر دو از عامل های مهم بوجود آمدن بیماری های لثه هستند. استفاده از مسواک بین دندانی در صورت وجود فضای کافی بین دندان‌ها مفید است. برای فضاهای کوچک‌تر، محصولاتی مانند خلال‌دندان‌های باریک با موهای نرم پلاستیکی می‌توانند تمیزکاری دستی مناسبی ارائه دهند.
افرادی که مشکلات حرکتی دارند، مانند مبتلایان به آرتریت، ممکن است در رعایت بهداشت دهان با دشواری مواجه شوند و نیاز به مراقبت‌های حرفه‌ای مکرر و/یا استفاده از مسواک برقی داشته باشند. بیماران باید آگاه باشند که این بیماری یک التهاب مزمن است و برای حفظ دندان‌های آسیب‌دیده، رعایت یک برنامه مادام‌العمر شامل بهداشت دقیق دهان و دندان همراه با مراقبت‌های تخصصی منظم توسط دندانپزشک، متخصص بهداشت دندان یا پریودنتیست ضروری است.

### درمان اولیه
حذف پلاک میکروبی و جرم دندان برای دستیابی به سلامت لثه ضروری است. اولین مرحله در درمان پریودنتیت، پاکسازی غیرجراحی زیر خط لثه با روشی به نام «ابزاری کردن سطح ریشه» (RSI) است که باعث اختلال مکانیکی در بیوفیلم باکتریایی زیر خط لثه می‌شود. این روش شامل استفاده از کورت پریودنتال برای حذف مکانیکی پلاک و جرم از زیر خط لثه است و ممکن است به چندین جلسه درمانی و بی‌حسی موضعی برای تکمیل مناسب نیاز داشته باشد.
علاوه بر RSI اولیه، ممکن است لازم باشد تنظیم اکلوژن (تماس دندانی) انجام شود تا از اعمال نیروی بیش از حد بر دندان‌هایی که حمایت استخوانی کاهش‌یافته‌ای دارند، جلوگیری شود. همچنین، ممکن است نیاز به تکمیل سایر درمان‌های دندانپزشکی مانند تعویض ترمیم‌های مستعد تجمع پلاک، بستن فضاهای باز بین دندانی و سایر موارد تشخیص‌داده‌شده در ارزیابی اولیه وجود داشته باشد.
توجه به این نکته ضروری است که RSI با جرمگیری و تسطیح ریشه متفاوت است: فرق بین این دو روش این است که RSI تنها جرم را حذف می‌کند در حالی که جرمگیری و تسطیح ریشه علاوه بر جرم، لایه‌های نرم شده عاج دندان را نیز برمی‌دارد و سطحی صاف و شیشه‌ای باقی می‌گذارد. با این حال، این سطح صاف برای بهبود پریودنتال ضروری نیست و بنابراین، امروزه RSI به جای تسطیح ریشه توصیه می‌شود.
این رویکرد جدید بر اساس مطالعاتی است که نشان می‌دهند حذف جرم به تنهایی (بدون تسطیح بیش از حد ریشه) برای کنترل التهاب پریودنتال کافی است و از آسیب غیرضروری به ساختار دندان جلوگیری می‌کند.

### جراحی
در صورتی که روش‌های درمان غیرجراحی در کنترل علائم فعالیت بیماری ناموفق باشند، ممکن است جراحی پریودنتال برای توقف پیشرفت تحلیل استخوان و در صورت امکان، بازسازی استخوان از دست رفته ضروری گردد.
روش‌های جراحی متعددی برای درمان پریودنتیت پیشرفته به کار می‌روند که از جمله آن‌ها می‌توان به دبریدمان فلپ باز، جراحی استخوان، بازسازی هدایت شده بافت و پیوند استخوان اشاره کرد. هدف اصلی جراحی پریودنتال، دستیابی مناسب برای حذف کامل جرم دندان و اصلاح ناهنجاری‌های استخوانی ناشی از بیماری است تا عمق پاکت‌های پریودنتال تا حد امکان کاهش یابد.
مطالعات بلندمدت نشان داده‌اند که در موارد پریودنتیت متوسط تا پیشرفته، جراحی معمولاً منجر به پیشرفت کمتر بیماری در طول زمان می‌شود و در صورت همراهی با یک برنامه منظم مراقبت پس از درمان، می‌تواند از دست رفتن دندان‌ها را در حدود ۸۵٪ از بیماران متوقف نماید.

### تجویز موضعی دارو
استفاده از روش‌های تحویل موضعی دارو در پریودنتولوژی در مقایسه با داروهای سیستمیک، به دلیل کاهش خطر ایجاد فلورا مقاوم و عوارض جانبی دیگر، مورد پذیرش و محبوبیت قرار گرفته است. متاآنالیز در مورد استفاده موضعی از تتراسایکلین بهبودی را نشان داده است. همچنین کاربرد موضعی استاتین ممکن است مفید باشد.

### تجویز سیستمیک دارو
تجویز سیستمیک دارو در ترکیب با درمان های بدون جراحی می‌تواند به عنوان روشی برای کاهش درصد بار باکتریایی پلاک در دهان استفاده شود. آنتی‌بیوتیک‌های مختلف و ترکیبات آن‌ها مورد آزمایش قرار گرفته‌اند، اما شواهد با قطعیت بسیار پایینی وجود دارد که نشان دهد تفاوت معناداری در کوتاه‌مدت یا بلندمدت در مقایسه با درمان غیرجراحی به تنهایی وجود دارد. ممکن است محدود کردن استفاده از داروهای سیستمیک مفید باشد، زیرا باکتری‌ها می‌توانند مقاومت ضد میکروبی ایجاد کنند و برخی آنتی‌بیوتیک‌های خاص ممکن است عوارض جانبی خفیف موقتی مانند حالت تهوع، اسهال و اختلالات گوارشی ایجاد کنند.  

### درمان کمکی ضد میکروبی سیستمیک
در حال حاضر شواهد با کیفیت پایینی وجود دارد که نشان دهد آیا درمان کمکی ضد میکروبی سیستمیک برای درمان غیرجراحی پیوره مفید است یا خیر. همچنین مشخص نیست که آیا برخی آنتی‌بیوتیک‌ها در مقایسه با سایرین، هنگامی که همراه با جرم‌گیری استفاده می‌شوند، برتری دارند یا خیر.

## پیش شناخت
اگر افراد دارای پاکت‌های ۷ میلی‌متری یا عمیق‌تر در اطراف دندان‌های خود باشند، که توسط پروب پریودنتال اندازه‌گیری شده باشد، احتمالاً در طول سال‌ها با خطر از دست دادن دندان مواجه خواهند شد. اگر این وضعیت پریودنتال شناسایی نشود و افراد از ماهیت پیشرونده این بیماری آگاه نباشند، ممکن است سال‌ها بعد متوجه شوند که برخی دندان‌ها به تدریج لق شده و ممکن است نیاز به کشیدن داشته باشند، گاهی به دلیل عفونت شدید یا حتی درد ناحیه.
بر اساس مطالعه کارگران چای در سری‌لانکا، در صورت عدم رعایت بهداشت دهان، حدود ۱۰٪ از افراد بیماری پریودنتال شدید را با از دست دادن سریع چسبندگی (>۲ میلی‌متر در سال) تجربه خواهند کرد. حدود ۸۰٪ از دست دادن متوسط (۱-۲ میلی‌متر در سال) را تجربه می‌کنند و ۱۰٪ باقی‌مانده هیچ از دست‌دادنی را تجربه نخواهند کرد.

## همه گیرشناسی
| no data <3.5 3.5–4 4–4.5 4.5–5 5–5.5 5.5–6 | 6–6.5 6.5–7 7–7.5 7.5–8 8–8.5 >8.5 |

سالهای تعدیل‌شده با ناتوانی ناشی از بیماری پریودنتال به ازای هر ۱۰۰,۰۰۰ نفر در سال ۲۰۲۴
no data
<3.5
3.5–4
4–4.5
4.5–5
5–5.5
5.5–6
6–6.5
6.5–7
7–7.5
7.5–8
8–8.5
>8.5

پیوره بسیار شایع است و به‌طور گسترده به‌عنوان دومین بیماری شایع دندانپزشکی در جهان پس از پوسیدگی دندان شناخته می‌شود. در ایالات متحده، ۳۰ تا ۵۰ درصد از جمعیت به آن مبتلا هستند، اما تنها حدود ۱۰ درصد موارد شدید دارند.  
پیوره مزمن تا سال ۲۰۱۰ حدود ۷۵۰ میلیون نفر یا تقریباً ۱۰.۸ درصد از جمعیت جهان را تحت تأثیر قرار داده است.  
مانند سایر شرایطی که ارتباط نزدیکی با دسترسی به بهداشت و مراقبت‌های پزشکی اولیه دارند، پیوره در جمعیت‌ها یا مناطق محروم از نظر اقتصادی شیوع بیشتری دارد. میزان بروز آن با افزایش استانداردهای زندگی کاهش می‌یابد. در جمعیت‌های اسرائیلی، افراد با اصالت یمنی، شمال آفریقایی، جنوب آسیایی یا مدیترانه‌ای، شیوع بیشتری از بیماری پیوره نسبت به افراد با تبار اروپایی دارند. همچنین گزارش شده که پیوره اغلب الگوی اجتماعی دارد، به این معنی که افراد در سطوح پایین‌تر اقتصادی-اجتماعی بیشتر از افراد در سطوح بالاتر تحت تأثیر قرار می‌گیرند.

## ریشه شناسی
پیرادندان‌آماس مصوب فرهنگستان است و همانند معادل لاتین آن ساخته شده‌است، از سه بخش پیرا(اطراف، دور) + دندان + آماس (التهاب، تورم) ساخته شده‌است.